# Stoned Jesus
Stoned Jesus – ukraiński zespół grający stoner rock i doom metal. Założony w 2009 roku, nagrał do tej pory sześć albumów studyjnych.

## Historia
Pierwsze demo powstało na początku 2009 roku, kiedy Igor (Krobak, Funeral of the Sun, Voida, Arlekin, MC Прожектор) postanowił spróbować swoich sił w cięższej muzyce. Wraz z pojawieniem się pierwszego demo „Occult/Black Woods” projekt ukształtował się w gatunku stoner/doom – zainspirowanym takimi zespołami jak Black Sabbath, Sleep, Electric Wizard. Jesienią 2009 roku w pierwszym składzie zaczęły się prace nad albumem „First Communion”. Do Stoned Jesus dołączył wieloletni przyjaciel Igora, Nick i perkusista Nikita (dawniej Uprising Fomalhaut, teraz Ethereal Riffian). W tym składzie grają pierwszy koncert 18 października 2009. Później dołącza stały perkusista Alex (dawniej Coala Pascal i Melodies Easymuffin Midnight) i tą trójką grają koncerty w Kijowie, Charkowie, Moskwie, Petersburgu pod koniec 2009/na początek 2010. 18 kwietnia zespół nagrał swój debiutancki album w kijowskim studiu Happy Records Studio. Album był zrealizowany 30 sierpnia 2010 roku i otrzymał generalnie pozytywne recenzje, a zespół otrzymał pewną popularność w podziemnym środowisku.
W listopadzie 2010 r. znów zmienił się skład grupy. Według tego co Igor pisał na swym blogu, Nick i Alex opuścili zespół z powodu braku zainteresowania. Do Stoned Jesus powracają byli członkowie Wadim i Sid. Prowadzone przez Igora trio pracowało nad nowym materiałem, który został nagrany 30 stycznia 2011 w Bambrafone Records. Trzy z sześciu utworów nagrano 7 kwietnia 2011 jako EP-ka „Stormy Monday”. Zwiedzając w sierpniu i wrześniu 2011 roku Ukrainę i Rosję, trio nagrało materiał na ich drugi album w moskiewskim Destroy The Humanity Studio a resztę dokończyli w Kijowie. Drugiego grudnia 2011 r. na ich stronie na Facebooku ujawniają nazwę i listę piosenek swojego drugiego albumu. Niesie on nazwę „Seven Thunders Roar”, składając się z 5 utworów łącznie trwających prawie 50 minut. Album ten został wydany 21 marca 2012 roku przez studio Moon Records.

## Dyskografia

### Albumy studyjne
- First Communion (2010)
- Seven Thunders Roar (2012)
- The Seeds, Vol. I (2013)
- The Harvest (2015)
- The Seeds, Vol. II (2016)
- Pilgrims (2018)
- Father Light (2023)

### EP
- Stormy Monday (2011)

### Single
- Electric Mistress (2013)

### Dema
- Demo (2009)
- Occult/Black Woods (2009)

## Muzycy

### Aktualny skład
- Ihor Sydorenko – wokal, gitara (od 2009)
- Serhij Slusar („Sid”) – bas (od 2011)

### Byli członkowie
- Wadym Matijko – perkusja (2011-2013)
- Mykoła Solar („Nick”) – bas (2010-2011)
- Ołeksandr Siry („Alex”) – perkusja (2010-2011)[3]
- Wiktor Kondratow – perkusja (2013-2017)